# Keratoisis paucispinosa
Keratoisis paucispinosa is een zachte koraalsoort uit de familie Isididae. De koraalsoort komt uit het geslacht Keratoisis. Keratoisis paucispinosa werd in 1889 voor het eerst wetenschappelijk beschreven door Wright & Studer. 